# Ixalotettix chapadae
Ixalotettix chapadae är en insektsart som beskrevs av Christiane Amédégnato och Marius Descamps 1979. Ixalotettix chapadae ingår i släktet Ixalotettix och familjen gräshoppor. Inga underarter finns listade i Catalogue of Life.